# Саая, Хеймер-оол Мынмырович
Хеймер-оол Мынмырович Саая (1937—2009) — заслуженный учитель школы Тувинской АССР, кандидат педагогических наук, доцент кафедры физики ТывГУ, автор «Русско-тувинского словаря физических терминов», «Человек года — 2003» в номинации «Наука», автор научно-популярных книг для школьников («Механика и тепловые явления»,"Некоторые вопросы физики в жизни и быту тувинцев", тираж 1000 экз)

## Биография
Родился в 1937 году в сумоне Каргы, воспитывался в семье арата. Среднее образование получил, учась сначала в Мугур-Аксынской (7-летней школе), а затем в Чаданской школе № 1. Высшее образование получил в Кызылском государственном педагогическом институте. Он был в числе первых выпускников КГПИ (1961 г.).

## Научная деятельность
С 1962 года работал ассистентом, старшим преподавателем на кафедре физики КГПИ. Аспирантуру закончил в лаборатории методики физики НИИСМО ЛПК СССР в 1984 году, а в 1985 году защитил диссертацию по теме «Методика осуществления преемственности в преподавании физики в школах Тувы» по специальности 13.00.02: Теория и методика обучения и воспитания (по областям и уровням образования), получил ученую степень кандидата педагогических наук , в 1993 году присвоено ученое звание «Доцент». С 1985 года — старший преподаватель, доцент кафедры физики КГПИ, декан физико-математического факультета. С 1988-го по 1992 год возглавлял кафедру физики КГПИ.
Научные проблемы Хеймер-оола Мынмыровича связаны с методикой преподавания физики в национальных школах республики. Диссертационное исследование проведено по теме «Методика осуществления преемственности в обучении физике при переходе с родного на русский язык в национальных школах Тувинской АССР». По ней выполнено свыше 20 научных работ, создаются видеофильмы, разработан русско-тувинский словарь физических терминов, методическое руководство к преподаванию семинарских занятий по механике, работал над проблемами совершенствования форм и методов самостоятельной работы студентов.

## Научные труды

### Диссертация
Саая, Хеймер-оол Мынмырович. Методика осуществления преемственности в обучении физике при переходе с родного на русский язык в национальных школах Тувинской АССР : диссертация … кандидата педагогических наук: 13.00.02. — Москва, 1985. — 146 с.

### Книги, учебные пособия
Саая Х. М. Русско-тувинский словарь физических терминов: 2600 слов / Х. М. Саая. — Кызыл : Тувин. кн. изд-во, 1983. — 151 с.
Саая Х. М. Тываларнын амыдыралында физиканын чамдык чижектери (некоторые вопросы физики в жизни и быту тувинцев). Кызыл: Тувинское книжное издательство, 1993. — 20 с.
Саая Х. М. Механика болгаш чылыглыг болуушкуннар (Механика и тепловые явления). Книга для внеклассного чтения учащихся. Кызыл: Тувинское книжное издательство, 2003. — 82 с.
Саая Х. М., Деменский Ф. Ф. Материалы к семинарско-практическим занятиям по общей физике (механика). Пособие для студентов. Кызыл: Изд. ТГУ, 1999. — 34 с.
Саая Х. М. Семинарско-практические занятия по механике. Кызыл: Изд. ТГУ, 1999. — 54 с.
Саая Х. М. Русско-тувинский словарь физических терминов (издание второе, дополненное и исправленное), Изд. ТГУ, Кызыл, 1998. −140 с.

### Видеофильмы
Саая Х. М. Видеофильм «Физика юрты», ГЛРТ, 10 мин. 1998.
Саая Х. М. Видеофильм «Физика игры „Кажык“», ГЛРТ, 10 мин. 1998.

## Награды
Заслуженный учитель школы РТ
Медаль «За трудовое отличие»
Медаль «За доблестный труд»
Медаль «Ветеран Труда».